# ウリチ族 (東スラヴ系)
ウリチ族（ウリチぞく、ウクライナ語: Уличі、ロシア語: Уличи、ベラルーシ語（タラシケヴィツァ）:Улічы）とは、8世紀から10世紀にかけて、ドニエストル川下流や南ブーフ川沿い、黒海沿岸に居住していた東スラヴ民族の部族である。年代記においては、ウリチ、ウルチ、ウグリチ、ウルチチ、リュチチ、リュチャネ等の異なる表記がなされている。
『原初年代記』には、「ウリチ族とチヴェルツィ族はドニエストル川のほとりに居住し、ドナウ川に接していた。その数は多く、ドニエストル川沿いに海（黒海）まで広がっていた」という主旨の記述がある。ウリチ族の居住領域の中心都市はペレセチェニであった。
10世紀の前半に、ウリチ族は独立性の保持をかけてキエフ大公国と戦ったが、結果的にはキエフの政権を承認し、その領域はキエフ大公国の一部に組み込まれた。その後、ウリチ族と、領域を接するチヴェルツィ族は、共に領域の北方に到来した遊牧民族のペチェネグ族に圧迫され、西方のヴォルィニャーネ族と融合した。970年代以降の年代記上に、ウリチ族に関する記述はみられなくなるが、それはペチェネグ族に滅ぼされ、消滅したためであると思われる。